# Културно образовни центар Шид

</font

| Културно образовни центар Шид |                              |
|                               |                              |
| Оснивач:                      | Општина Шид                  |
| Основана:                     | 2010.                        |
| Седиште:                      | Карађорђева 42, · Шид Србија |
| Директор:                     | Ивана Миланковић Пезић       |
| Веб презентација              | http://www.kocsid.org.rs/    |

Културно образовни центар Шид, под данашњим именом, основан је одлуком Скупштине Општине Шид 28. септембра 2010. године (С.Л.Општина Срема бр. 30/10 од 28. 09. 2010. године). Један је од јавних предузећа као установа културе и образовања, која баштини традицију Радничког универзитета „Никола Влашки”, основаног 20. фебруара 1960. године.
Установа је организатор бројних културно образовних програма, музичких концерата, ликовних изложби, позоришних представа, предавања, књижевних вечери, филмских програма. Овим програмима жели се подстаћи и анимирати грађани на активно укључивање у програме и активности које ће за циљ имати и задовољење њихових културних потреба.

## Делатности КОЦ-а
Поред основне делатности из области стваралачке, уметничке и забавне делатности, део делатности одвија се кроз рад организационих јединица: 
- школа тамбуре,
- тамбурашки оркестар,
- градски тамбурашки оркестар,
- народни оркестар,
- СКУД „Свети Сава”,
- градски хор,
- соло певачи,
- Аматерско позориште „Бранислав Нушић”.[2]

## Културне манифестације
Културно образовни центар Шид у склопу манифестација које организује традиционално сваке године позива позната имена из културне баштине целе Србије, а и шире, и пружа прилику деци, омладини и свим људима да се покажу, да дају свој лични печат и допринос културном животу.
Организатори су многих манифестација и културних дешавања током целе године као што су: Светосавски концерт, Први глас Вишњићева, Дани вина, организовање гостовања професионалних позоришта, „Јастребићеви сусрети”-манифестација у част писца Благоја Јастребића, Видовдански сусрети, Шидско културно лето, етно дани где је веома изражен допринос у стварању и помагању удружењима жена у месним заједницама, обележавање дечје недеље, ликовна колонија „На путевима Саве Шумановића”, „Вишњићеви дани” и многа друга гостовања и такмичења у оквиру културе и уметности. 